# Шеварднадзе Софіко Паатівна
Софія (Софіко) Паатівна Шеварднадзе (груз. სოფო შევარდნაძე; нар.. 23 вересня 1978, Тбілісі, Грузинська РСР, СРСР) — російська та грузинська журналістка, телеведуча, авторка і продюсерка. Авторка власної програми в «Яндекс. Ефірі» «Просто про складне», SophieCo Visionaries на телеканалі Russia Today, з 2006 по лютий 2015 року працювала ведучою на радіостанції «Ехо Москви».

## Життєпис
Софіко Шеварднадзе народилася 23 вересня 1978 року у Тбілісі. З ранніх років займалася балетом та фортепіано, але подальше професійне заняття балетом не схвалив батько. До 8-го класу навчалася у середній школі № 55 у Тбілісі.
Її дитинство пройшло між Москвою та Тбілісі, а вже у 10-річному віці переїхала з батьками до Парижа, де батько проходив дипломатичну службу. Там Софія закінчила двомовний ліцей École Active Bilingue та Міжнародну консерваторію Парижа.
У 17-річному віці вступила до Бостонського університету на факультет соціальних комунікацій, але на другому році навчання перевелася до Коледжу Емерсон на факультет кіно, профіль режисера. Закінчила бакалаврат з відзнакою.
Продовжила навчання у магістратурі Нью-Йоркського університету на програмі тележурналістики, яка також закінчила з відзнакою. Під час навчання проходила стажування на телеканалі ABC як продюсерка.

### Родина
Батько Паата Едуардович Шеварднадзе, доктор філологічних наук, автор філологічних та філософських досліджень, кар'єрний міжнародний дипломат, 20 років працював кар'єрним дипломатом в ЮНЕСКО.
Мати — Ніна Гурамівна Ахвледіані, філологиня, спеціалістка з англійської мови, літературна перекладачка з французької та англійської мов грузинською.
Брат — Лаша Шеварднадзе, підприємець. Сестри — Маріам і Нанулі Шеварднадзе. Нанулі — випускниця Школи мистецтв Тіш.
Дід — Едуард Амвросійович Шеварднадзе, радянський і грузинський політичний діяч. Останній міністр закордонних справ СРСР та другий президент Грузії.

## Професійна кар'єра

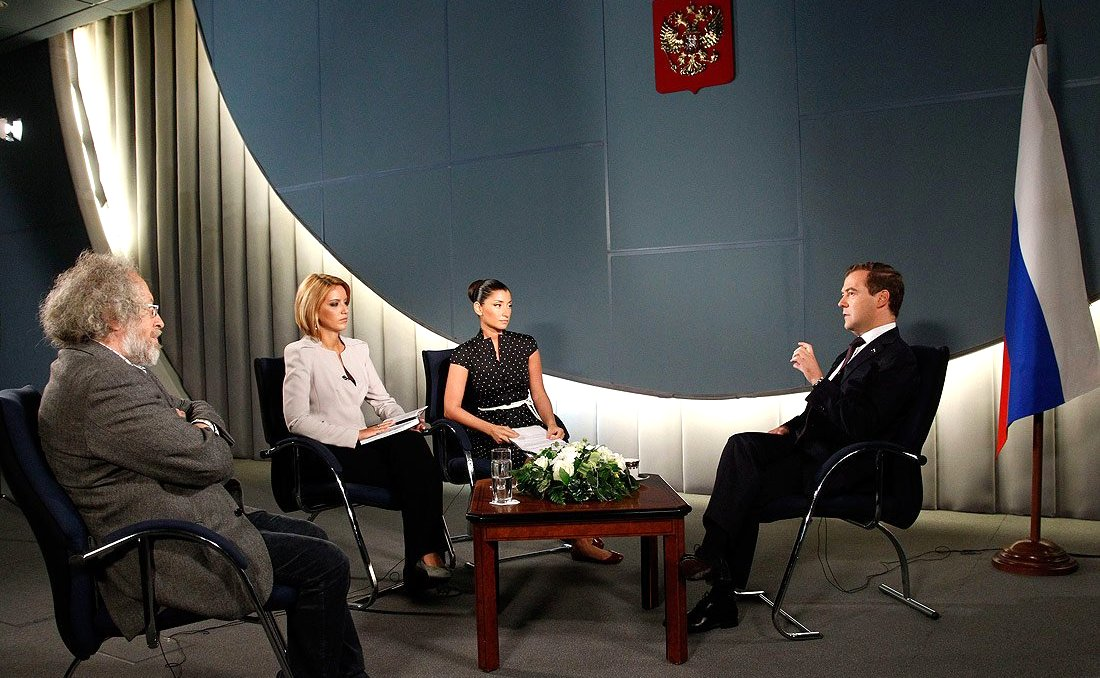
Під час інтерв'ю Президента РФ Дмитра Медведєва, 2011 рік

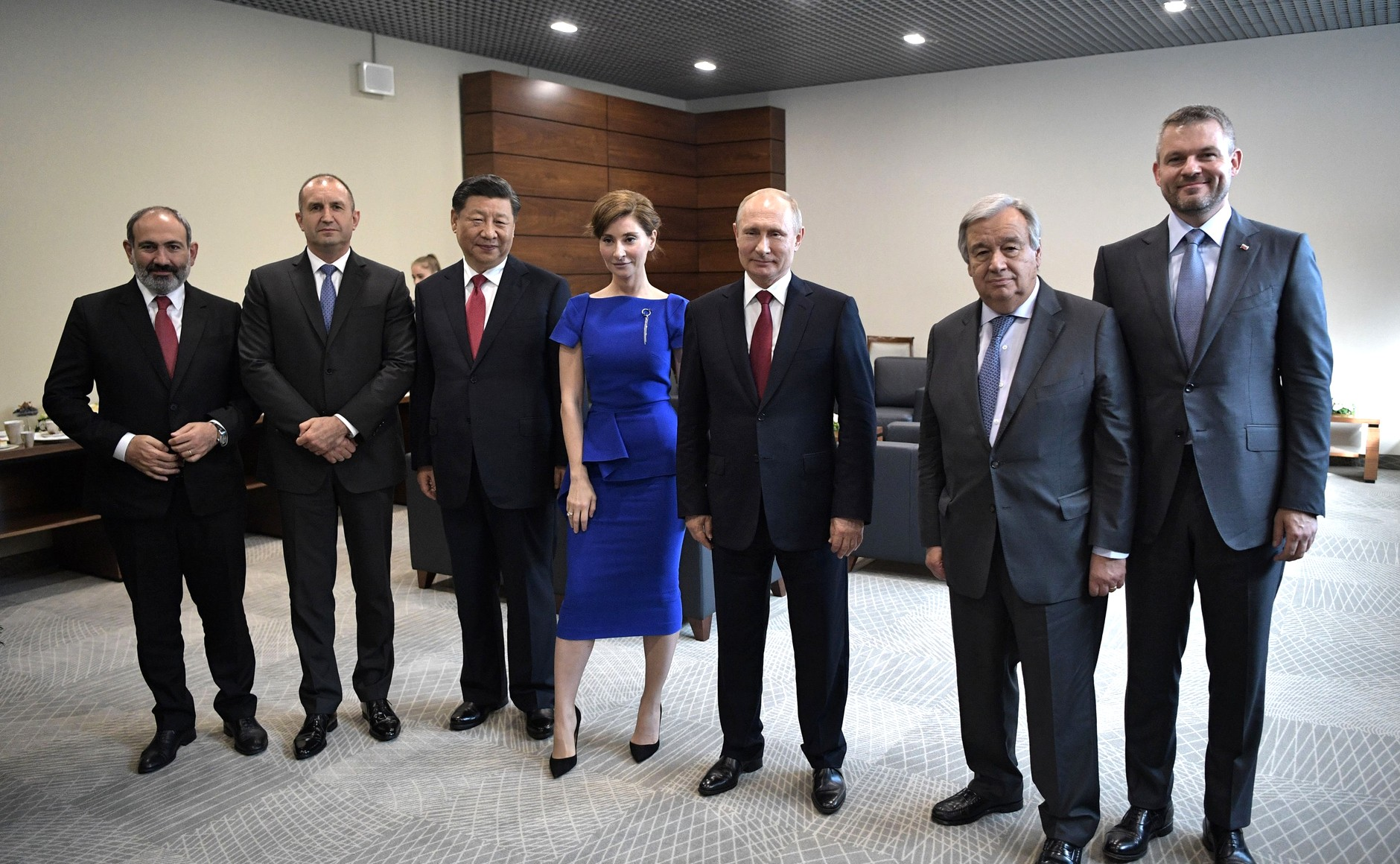
Петербурзький міжнародний економічний форум, 7 червня 2019 року

Софіко Шеварднадзе починала помічницею і референткою в зв'язках із громадськістю в політичній партії Едуарда Шеварднадзе. У 2001—2003 роках працювала продюсеркою американського каналу ABC, у 2004 році — власна кореспондентка грузинської телепрограми «Намедні». З 2005 року працювала на каналі Russia Today. Була ведучою новин та програми «Інтерв'ю». З 4 липня 2013 року по 13 серпня 2019 року працювала ведучою авторської програми «SophieCo».
З 2006 по лютий 2015 року — ведуча радіостанції «Ехо Москви», ведуча програми «На власні очі» та «Обкладинка-1». У прямому ефірі радіостанції обговорювала з гостями актуальні політичні теми, події у Росії та за кордоном.
З вересня по грудень 2016 року разом із музикантом Сергієм Шнуровим, а з листопада іноді з Розою Сябітовою була співведучою ток-шоу «Про кохання» на російському «Першому каналі», присвячене вирішенню сімейних проблем.
З листопада по грудень 2017 року — одна з ведучих програми «Бабин бунт» на тому ж телеканалі (була закрита «через катастрофічно низькі рейтинги»).
Модерувала міжнародні та російські панельні дискусії та публічні виступи. У тому числі заходи ООН, Амброзетті, Євразійський форум.
7 червня 2019 року як модератор дискусії світових лідерів вела пленарне засідання Петербурзького міжнародного економічного форуму (ПМЕФ), в якому, зокрема, взяли участь Володимир Путін та Сі Цзіньпін.

### «Просто про складне»
22 жовтня 2019 року відбулася прем'єра ток-шоу «Просто про складне» на платформі Яндекс. Ефір, де Софіко Шеварднадзе працює ведучою проєкту. Програма стала першою передачею, знятою у форматі 4К. За весь час випуски переглянули понад 13 млн людей. У форматі TED-talk вона спілкується з представниками культури, науки, бізнесу та політики. Серед гостей шоу вже були музиканти Максим Фадєєв та Сергій Шнуров, продюсери Тимур Бекмамбетов та Гарік Мартиросян, космонавт Сергій Рязанський, голова компанії з розробки штучного інтелекту Ольга Ускова, стріт-артист Покрас Лампас, митрополит Тихін Шевкунов, психотерапевт і публіцист Андрій Курпатов. З березня 2020 року через пандемію COVID-19 це шоу знімається у форматі телеконференції за допомогою платформи Zoom.

### SophieCo Visionaries
У вересні 2019 року на телеканалі Russia Today англійською мовою вийшла авторська програма Шеварднадзе SophieCo Visionaries, де вона спілкується з візіонерами з різних сфер: від нейробіології до мистецтва та квантової фізики. Серед гостей художник Ай Вейвей, архітектор Рем Колгас, британський нейрохірург Генрі Томас Марш, німецький режисер і сценарист Вернер Герцог.

### SophieCo
У 2013 році на телеканалі Russia Today вийшла перша власна передача Софіко Шеварднадзе, гостями якої були світові політики, лідери та ньюзмейкери, у тому числі прем'єр-міністр Італії Маттео Ренці, голова ЦРУ Майкл Хайден, гітарист та автор пісень групи Queen, астрофізик Браян Мей, філософ і письменник Насім Талеб .
У рамках цієї програми вона відвідала Сирію під час вторгнення на її територію російських військ у 2013 році. Журналістка брала інтерв'ю у чинного президента Сирії Башара Асада.

### ABC
З 2001 по 2003 рік стажувалося в ролі продюсерки телеканалу.

### Телеканал «Імеді»
З 2004 року — постійна суддя грузинської версії телешоу «Танці з зірками», Софіко є фіналісткою шоу в Росії. У дев'ятому сезоні передачі була суддею разом із танцюристом фламенко Хоакімом Кортесом.
З 2003 до 2005 року — власна кореспондентка передачі «Намедні» у Нью-Йорку та Парижі.

### Перший канал
З вересня 2016 року разом із музикантом Сергієм Шнуровим була ведучою ток-шоу «Про кохання» на «Першому каналі», присвячене вирішенню сімейних проблем.
У травні 2018 року записала ексклюзивне інтерв'ю із зіркою американської журналістики Меган Келлі для програми «Недільний час».
З 2014 по 2015 рік — співведуча програми «Обкладинка» з Олександром Плющовим.
З 2008 по 2014 рік — співведуча програми «На власні очі» з Ольгою Бичковою.
З 2006 по 2008 рік — співведуча програми «Перевірка слуху» з Віталієм Димарським.
Також Шеварднадзе пише колонки та інтерв'ю для видань GQ, Esquire, Комерсант, Російський Піонер.

## Громадська діяльність
З 2005 року входить до опікунської ради фонду допомоги хоспісам «Віра».
З 2018 року входить до ради благодійного фонду «Друзі», яка допомагає систематизувати індустрію благодійності та вести її професійно.
Софіко Шеварднадзе входить до Ради директором Світової Премії Вчителя та Російської Академії Телебачення.
Також Шеварднадзе була запрошеною спікеркою у Гарвардському та Єльському університетах на теми міжнародних відносин та сучасних ЗМІ.

## Особисте життя
Неодружена. За власним зізнанням, втекла від нареченого напередодні вінчання у 21-річному віці, коли Шеварднадзе жила в Нью-Йорку, зустрічалася з молодим грузинським режисером, була заручена з ним, познайомила його з дідусем і навіть оголосила йому про майбутнє одруження. «Зібралася заміж, але приблизно за місяць до вінчання раптом зрозуміла, що не готова прожити з цією людиною все життя» . Пізніше зустрічалася з актором Олексієм Чадовим. З того часу в житті керується афоризмом Шота Руставелі «Кохання треба ховати, як краденого коня».
На початку 2011 року стала хрещеною мамою свого племінника Едуарда, сина брата Лаші, який живе в Лондоні.
23 березня 2021 року народила сина Андрія.
Має двокімнатну квартиру в будинку 1914 року на Патріарших ставках в Москві, інтер'єр якої оформив її друг дитинства, дизайнер Георгій Чаушба. У квартирі, за словами дизайнера, чути відлуння французької, грузинської та російської традиції.
На рахунку Софіко 27 стрибків із парашутом.
Володіє російською, грузинською, французькою, англійською, а також розмовною італійською мовами.

## Факти
- Учасниця проєкту «Танці зі зірками» на телеканалі «Росія-1» з партнерами: професійним танцюристом Денисом Каспером та актором Іваном Оганесяном[1][47][48].